# Bezměrov
Bezměrov (in tedesco Besmierau) è un comune della Repubblica Ceca facente parte del distretto di Kroměříž, nella regione di Zlín.